# Chris Anu
Chris Anu – od 10 września 2022 roku prezydent Ambazonii, samozwańczego proto-państwa położonego w anglojęzycznych regionach Kamerunu, znanych jako regiony Północno-Zachodni i Południowo-Zachodni. Ambazonia ogłosiła niepodległość od Kamerunu 1 października 2017 roku w odpowiedzi na długotrwałe skargi na marginalizację francuskojęzycznej większości.

## Polityka
Chris Anu, który był ważną postacią w ruchu niepodległościowym Ambazonii, został wybrany na prezydenta Rządu Tymczasowego Ambazonii 13 września 2022 roku. Jego awans na to stanowisko nastąpił po okresie przejściowym po zakończeniu kadencji jego poprzedniczki, Marianty Njomii. Chris Anu uczestniczył w ruchu przez lata, wcześniej pełniąc funkcję rzecznika Rządu Tymczasowego, a także jest bratem Lekeaki Olivera, wybitnego generała separatystów, który zginął podczas konfliktu.
Pod przywództwem Chrisa Anu rząd Ambazonii starał się nawiązać kontakty dyplomatyczne i utrzymać dążenie do niepodległości, pomimo wewnętrznych podziałów w ruchu i trwającego konfliktu z siłami kameruńskimi. Jednym z jego godnych uwagi działań jako prezydenta było otwarcie biura dyplomatycznego w Waszyngtonie w grudniu 2023 roku, co jest sygnałem wysiłków na rzecz uzyskania międzynarodowego uznania i wsparcia dla sprawy Ambazonii.
Konflikt w Ambazonii doprowadził do przemocy, przesiedlenia tysięcy osób i licznych zgonów. Chris Anu i jego rząd nadal opowiadają się za niepodległością, pozycjonując się jako bojownicy o wolność, a nie separatyści.

## Życiorys
Chris Anu urodził się w Kamerunie i później wyemigrował do Stanów Zjednoczonych, gdzie działał w społeczności kameruńskiej. Jego zaangażowanie w politykę i działalność medialna skupiają się głównie na promowaniu sprawy Ambazonii i informowaniu społeczności międzynarodowej o kryzysie humanitarnym i konflikcie w regionie.
Chris Anu często pojawia się jako rzecznik rządu Ambazonii w mediach, gdzie omawia cele i działania rządu tymczasowego, a także oskarża rząd Kamerunu o represje wobec ludności anglojęzycznej. Jednakże jego rola i wpływ na politykę w regionie są ograniczone przez brak międzynarodowego uznania Ambazonii oraz trudności związane z efektywnym zarządzaniem i koordynacją działań ruchu separatystycznego.
Trzeba zaznaczyć, że Ambazonia jest określana jako proto-państwo, ponieważ nie posiada pełnych atrybutów suwerennego państwa zgodnie z prawem międzynarodowym, takich jak stałe terytorium, stabilny rząd czy zdolność do prowadzenia stosunków międzynarodowych. Działania rządu Ambazonii i osób takich jak Chris Anu są przykładem kompleksowych wyzwań, z jakimi mierzy się ruch niepodległościowy w obliczu międzynarodowej polityki i prawa.